# Мордвинівська сільська рада
| Мордвинівська сільська рада — колишній орган місцевого самоврядування у Мелітопольському районі Запорізької області з адміністративним центром у с. Мордвинівка. Історична дата утворення: в 1987 році. Водоймища на території, підпорядкованій даній раді: р. Молочна, Молочний лиман. Сільській раді підпорядковані населені пункти: - с. Мордвинівка |

## Склад ради
Рада складається з 16 депутатів та голови.

### Керівний склад ради
| ПІБ                             | Основні відомості                                            | Дата обрання | Дата звільнення |
| ------------------------------- | ------------------------------------------------------------ | ------------ | --------------- |
| Хищенко Олександр Володимирович | Сільський голова, 1957 року народження, освіта, безпартійний | 26.03.2006   | 31.10.2010      |

Примітка: таблиця складена за даними джерела